# Fernando de Magalhães e Menezes
Fernando de Magalhães e Menezes ComTE CvC CvA (Casa de Alvelos, Freixo de Baixo, Amarante, 13 de setembro de 1840 — Torre da Faia, Freixo de Baixo, Amarante, 9 de setembro de 1899) foi um militar português, administrador colonial e Chefe do Estado Maior do Porto durante a revolta republicana de 31 de Janeiro, que dominou.

## Biografia
Era filho e herdeiro de José de Magalhães e Meneses de Vilas-Boas e Sampaio Barbosa, chefe da família Vilas Boas, de Barcelos e da família Magalhães e Meneses, de Amarante. O seu pai fora agraciado por D. Miguel I, no exílio, com o título de Conde de Alvelos, que Fernando de Magalhães e Menezes nunca usou, e que após a sua morte passou para o seu irmão Francisco, apoiante da causa de D. Miguel, que para tal alegou que o seu irmão e os filhos deste serviram o exército dos monarcas constitucionais. Fernando de Magalhães e Menezes foi o último senhor dos vínculos e morgadios dos Magalhães e Meneses, família nobre de Amarante, cujos bens entregou para liquidação de avultadas dívidas. Foi proprietário do Paço dos Vilas Boas em Barcelos.

## Carreira Militar
Assentou praça a 19.6.1862, ingressando o Batalhão de Caçadores n.º 9. Em setembro desse ano pediu licença para frequentar a Universidade de Coimbra, onde realizou o bacharelato em Matemática. Em 1863 passou a aspirante oficial, e no ano seguinte a furriel, seguindo em Setembro de 1864 para a Escola do Exército em Lisboa. Aí frequentou o curso do Estado Maior, sendo promovido a alferes a 19.4.1865, e recebendo o Primeiro Prémio da Escola do Exército para o ano letivo de 1864/65. Concluiu o curso no ano seguinte, sendo promovido a alferes em 3.1.1866. Passou a ajudante de Campo da 3.ª Divisão do Estado Maior a 22.4.1868, sendo promovido a tenente em 21.1.1868. Em 21.4.1869, tinha já o grau de capitão, transitando para o cargo de Chefe do Estado Maior da 5.ª Divisão Militar a 3.10.1970. Dois meses depois, em virtude da morte de seu pai, requereu inactividade temporária, para tratar de negócios familiares. Retornou ao serviço a 7.11.1871, sendo promovido a major de brigada na Brigada de Instrução e Manobra a 24.11.1871.

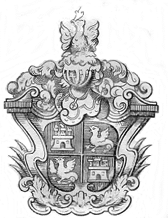
Armas do Paço de Vilas Boas

## Revolução republicana de 31 de Janeiro
A 5.3.1890 é promovido a tenente coronel, ocupando então a chefia do Estado Maior do Porto, devendo-se quase somente a ele a rápida dominação da revolta. Em Março desse ano foi agraciado com o grau de comendador da Ordem da Torre e Espada. Foi exonerado da chefia do estado maior portuense em 1892.

## Administração Colonial
É promovido a coronel em 30.7.1893, por ocasião da sua nomeação para Governador Geral de Cabo Verde, que tinha ocorrido uma semana antes, passando a general de brigada em 27.7.1894, altura em que abandona o arquipélago. Governou também a província de Moçambique, tendo enfrentado os problemas dos quais resultaram as campanhas contra o Gungunhana, o que ditou o seu regresso a Portugal. Em África ficaram o seus filhos Fernando e José. Foi agraciado com os graus de Cavaleiro da Ordem de Cristo e da Ordem de Avis.

## Descendência
Casou com Adelaide Hermínia Teixeira de Moura, filha e herdeira de Guilherme Júlio Teixeira de Moura, médico e lente da Escola Médico-Cirúrgica do Porto, 1.º Barão de Vilalva Guimarães. Foram pais de Fernando de Magalhães e Menezes, 1.º Conde de Vilas Boas; José de Magalhães e Menezes, 2.º Barão de Vilalva Guimarães; Fernanda, casada com Fernando van Zeller, Barão de Vilar; Maria do Carmo, casada com o seu primo direito Francisco, Conde de Alvelos; Adelaide, Senhora da Torre da Faia, em Amarante.